# Nestor de Tière
Nestor de Tière est un écrivain belge d'expression néerlandaise né à Eine le 6 août 1856 et décédé à Bruxelles le 28 septembre 1920.

## Hommages
La commune de Schaerbeek a donné son nom à une rue et une statue de Nestor de Tière se trouve dans le parc Josaphat.